# سرتشمن
سرتشمن (بالفارسية: سرچمن) هي قرية تقع في Poshtkuh Rural District في إيران. يقدر عدد سكانها بـ 5 نسمة .